# Icke genom någon människas styrka
Icke genom någon människas styrka är en psalm med text hämtad ur Sakarja 4:6 och musik skriven 1968 av Leif Larsson och Svante Myrén.

## Publicerad i
- Segertoner 1988 som nr 686 under rubriken "Bibelvisor och körer".[1]